# 徐盛
徐 盛（じょ せい）は、中国後漢末期から三国時代にかけての武将。呉に仕えた。字は文嚮。徐州琅邪郡莒県の人。子は徐楷。

## 生涯
戦乱になると、故郷を離れ南下して呉郡に避難し、仮住まいするようになった。度胸と義に厚いことで知られるようになったという。孫権が孫策の後を継ぐと別部司馬となり、兵士5百人を預かった。柴桑県長となり、江夏の黄祖の侵攻を食い止める任務を与えられた。あるとき、黄祖の子の黄射が数千人を率いて長江を下り、攻撃してきたことがあったが、徐盛は二百人に満たない数でこの侵攻を防ぎ、黄射を徹底的に破ったため、黄射は二度と攻めて来ないようになった。この功績により、校尉となり、蕪湖県令になった。
臨城で、山越の不服従民を征伐して功績を挙げ中郎将となり、兵士の監督と選抜の任務にあたった。
建安20年（215年）の合肥の戦いでは、曹操軍の張遼の不意打ちに、負傷しながらも先遣部隊の一人として奮戦した。後続部隊にいた潘璋と賀斉に救援された。部下が旗矛を失ったが、賀斉が失った物を拾い上げた（「潘璋伝」・「賀斉伝」）。
建安22年（217年）、曹操が10万以上の軍勢を率いて濡須口に攻め寄せると、濡須口の戦いにおいては蔣欽は呂蒙と共に諸軍の総指揮を執った。徐盛は以前のこともあって蔣欽を恐れていたが、蔣欽は徐盛の優れた所をしばしば褒め称えたため、徐盛も蔣欽に心服し、また人々も蔣欽の徳を褒め称えることになった。孫権は蔣欽に理由を聞き、私怨に捉われない態度に感心した。曹操が大軍を率いて横江陸岸への進軍を試み、徐盛は諸将達と赴討した。徐盛の蒙衝（突撃船）も強風によって流され、船は曹操軍の岸下に落ち、諸将は恐懼して出ようとする者はいなかった。徐盛は一人で部下を引き連れ上陸すると、勇猛にも総勢の敵陣に突き込み、10倍以上の敵軍を蹴散らしたり、敵軍を討ち取る。敵軍が徐盛の凄まじい攻撃に総崩し、死傷することが多くて全軍が大混乱に士気崩壊して潰走した。その後、徐盛は天候が回復した後に堂々と帰還することができた。孫権は、彼の勇壮を大いに称賛した。
建安26年（221年）、曹丕の即位を承認した孫権が呉王の位を与えられることになり、使者の邢貞が訪れた。邢貞が孫権に対して傲慢な態度をとったため、張昭を始めとする群臣たちは皆立腹したが、徐盛は堂々と一歩進み出て「我々身命を賭して、国のために尽くし、許や洛、巴蜀を兼併できずにいるため、主君に盟約を結ばねばならないようにさせてしまった」と言い放ち、号泣した。これを聞いた邢貞は甚く感服し、「江東の諸将はいつまでも下に付いてはおるまい」と考えた。
徐盛は建武将軍となり、都亭侯に封じられた。更に廬江太守となり、臨城県を奉邑として与えられた。
蜀漢の劉備が西陵（夷陵）に攻め寄せると、陸遜達とともに迎撃の任にあたり（「陸遜伝」）、蜀軍の砦を奪取し、軍を進めるごとに手柄を立てた。永安に逃れた劉備を捕らえるために潘璋や宋謙達と挙って上奏したが、孫権は曹丕に備えるべきとする陸遜達の意見を取り上げた（「陸遜伝」）。
魏の曹休が10万以上の軍勢を率いて洞口に攻め寄せると、呂範や全琮とともに長江を渡って迎撃しようとしたが、暴風雨により多くの船や人員を失った。結果的には残兵をかき集めて、曹休と長江で対峙した。曹休は大軍に船団で徐盛を攻めさせたが、徐盛は寡勢で敵の大軍を食い止めた。曹休は徐盛を攻め敗れず、茅草を積んで徐盛を焼こうとした。しかしこの作戦は見破されており、逆に曹休の船団が徐盛の焼き討ちにあって敗走した。魏の襲撃を見破り散々に打ち破ると、成功した徐盛はさっと立ち去り、曹休は何も得る物が無かった。曹休が臧覇を派遣して再び来襲したが、徐盛は全琮と共に臧覇を反撃して破り、尹魯を討ち取った上に数百の敵兵を追撃して斬り、勝利に乗じて曹休と張遼などを打ち破り、魏軍を撃退させた。魏との洞口での戦いで功績を挙げて、徐盛は安東将軍・蕪湖侯に進封された。
黄武3年（224年）、曹丕が自ら10万の軍勢を指揮し長江沿いに南下してきた。徐盛は計を建てて建業より囲営を築いて薄落を作し、囲上には仮楼を設け、江中には船を浮かべ、沿岸数百里におよぶ偽の城壁を建造しようとした。諸将は無意味だと挙って反対したが、孫権は徐盛の偽城策を受け入れた。魏軍は広陵に到ると、呉軍と川を隔てて対峙した。曹丕は百里偽城を望見して愕然とし、魏軍は驚いた。江水も盛長となり、曹丕は「魏に千の武騎があっても使い道がないな。彼（孫権）には未だ人材が多く、攻め取るのは難しい」と感嘆した。大波による敵の船団を転覆させたため、呉領に流れ曹丕も川の岸に閉じ込められた。偽城により魏軍を撃退し、江東の諸将は徐盛に敬伏した。
その後、黄武年間（222年 - 229年）に没したという。

## 逸聞
- 昔、蔣欽が宜城に軍を置いていたときのこと、豫章の不服従民を討伐したことがあったが、その間に蕪湖県令の徐盛が、宣城に駐屯していた蔣欽の部下を処罰しようとした。蔣欽の功績を重んじた孫権に拒否され、徐盛はこれにより蔣欽に嫌悪されていると考えた。濡須口の戦いにおいては蔣欽は呂蒙と共に諸軍の指揮を執ったが、徐盛は以前のこともあって蔣欽を恐れていた。しかし、蔣欽は、しばしば徐盛の優れたところを賞賛した。孫権が蔣欽に尋ねて「徐盛はかつてあなたのことを挙げつらった上言をしたのであるのに、あなたはいま徐盛を推挙される。祁奚（中国語版）[4]に倣うつもりかね？」蔣欽は答えて「臣は、公の推挙には私怨をまじえぬものと聞いております。徐盛は、まごころをもって勤めに励んでおり、胆略で見通しがきき、器量も備えていて、一万の兵を指揮するにふさわしい人物です。いま統一という大事もまだ未完成であって、臣には国家のために才能ある人物を捜し求める義務がございます。どうして私怨にひかれて有能な人材をかくれたままにしておいたりいたしましょう」。孫権はこの言葉を喜んだ。徐盛は蔣欽の徳に心服し、人々の風評も蔣欽をほめたたえた（「蔣欽伝」）。

- 濡須口の戦い後、朱然達と共に周泰の指揮下に付けられたことがあった。徐盛や朱然といった面々は周泰の指揮下に入る事に不満を漏らしたが、孫権は濡須塢で諸将を集めて宴を開き、周泰の功績を強調し厚遇する態度を示したため、徐盛達も周泰の下に付くことを納得するようになった（「周泰伝」）。

## 三国志演義
小説『三国志演義』では、新たに江東の主となった孫権が広く人材を求めたとき、招かれて家臣となった人物の一人として登場する。武勇があり猛将肌の人物として描かれている。当初は周瑜の側近武将として、丁奉とペアで行動することが多く、赤壁の戦いで東南の風を祈祷で呼び寄せた諸葛亮を殺す命令を受けるが失敗し、さらに孫夫人を連れて逃亡しようとする劉備を丁奉とともに抑留しようとするが、孫夫人に一喝されて取り逃がし、蔣欽や周泰から叱責されている。周瑜の死後も部将の一人として各場面で活躍した。
合肥の戦いでは奮戦して敵を切り抜ける活躍を見せた。濡須口の戦いでは、曹操が40万以上の軍勢を率いて呉に攻め寄せると、張遼・李典・徐晃・龐徳などを派遣して孫権軍を攻めると、許褚に命じて孫権軍を分割させ、自ら本陣を率いる。董襲とともに曹操軍を迎撃すると、徐盛は数百人を率いて魏軍に斬り込む、李典軍の陣地を縦横に馳せ回っていた。孫権が窮地に追い込まれたときは、孫権とともに敵中に取り残される。周泰は1人で曹操軍に斬り入ると、孫権とともに敵軍に突撃し、重囲から脱出した。孫権は周泰に徐盛の救出を命じるので、周泰は徐盛を助けるために戻って来て1人で曹操軍40万の中に斬り込み、徐盛は周泰とともに重囲を突破したが、脱出した二人とも負傷した（正史にある、負傷することはなかった。孫権と徐盛は曹操軍に包囲されることもなく、逆に曹操は孫権に包囲されて大敗した。また徐盛は1人で部下を率いて敵軍に突撃を敢行し、敵軍の士気を崩すばかりでなく、そして敵全軍を死傷させて敗走させた）。
正史にある、孫権が呉王に封じられた場面での言動や、曹丕を欺いた偽城のことは『演義』にも描かれており、これが徐盛の存在を際立たせている。曹丕との戦いは、正史における224年・225年の二度の広陵戦が合併となっている。孫権は陸遜を総大将にして迎撃しようとするが、荊州の守備があって駆けつけられない。そこで、徐盛が自ら志願して総大将となり、魏軍を迎え撃つこととなっている。副将として、丁奉の他に孫韶を付けられるが、孫韶が何度も意見を異にして命令にも逆らったため、やむなく処刑しようとする。孫権が割って入り孫韶は処刑を免れたものの、孫韶は反省を示すことなく、まもなく徐盛に無断で魏軍に奇襲をかけている。しかし、徐盛は丁奉に命じて孫韶を援助させるとともに、正史同様の偽城計を成功させ、魏軍を撤退させることになっている。さらに撤退する魏軍を孫韶や丁奉が奇襲し、徐盛も追撃をかけ大打撃を与え、最後は葦の生い茂った箇所を、魏の大船団が進出しようとしたところを火攻めにし、30万の大軍を粉砕している。因みにこの戦において魏軍が受けた被害は、赤壁の戦いに匹敵するものとして描かれている。